# Cycas chevalieri
Cycas chevalieri Leandri, 1931 è una pianta appartenente alla famiglia delle Cycadaceae, endemica del Vietnam.

L'epiteto specifico chevalieri è dato in onore al botanico, esploratore e storico francese, Auguste Jean Baptiste Chevalier.

## Descrizione
È una cicade con fusto eretto o acaule, alto sino a 1,2 m e con diametro di 8-18 cm.
Le foglie, pennate, lunghe 130-240 cm, sono disposte a corona all'apice del fusto e sono rette da un picciolo lungo 70-140 cm; ogni foglia è composta da 80-110 paia di foglioline lanceolate, con margine intero od ondulato, lunghe mediamente 25-42 cm, di colore verde scuro, inserite sul rachide con un angolo di 50-80°.
È una specie dioica con esemplari maschili che presentano microsporofilli disposti a formare strobili terminali di forma fusoidale, lunghi 15-25 cm e larghi 4-7 cm ed esemplari femminili con macrosporofilli che si trovano in gran numero nella parte sommitale del fusto, con l'aspetto di foglie pennate che racchiudono gli ovuli, in numero di 2-4.
I semi sono grossolanamente ovoidali, lunghi 18-27 mm, ricoperti da un tegumento di colore giallo.

## Distribuzione e habitat
È diffusa nell'entroterra dal Nghe An fino alle pianure pedemontane a sud, nel Quang Tri.

Prospera nei sottoboschi su terreni sabbiosi sovrastanti scisti e graniti.

## Conservazione
La IUCN Red List classifica C. chevalieri come specie prossima alla minaccia (Near Threatened).

La specie è inserita nella Appendice II della Convention on International Trade of Endangered Species (CITES)